# Biet Yzergitersen
Biet Yzergitersen (Engels: Carrot Ironfoundersson) is een personage uit de Schijfwereld boeken van Terry Pratchett. Zijn rang is eerst korporaal en later kapitein.

## Verhaal
Biet Yzergitersen is de twee meter lange aangenomen zoon van een dwergen-koning (vandaar de dwergennaam). Nadat Biet bij de wacht van Ankh-Meurbork komt, begint de zieltogende en door niemand serieus genomen politiemacht weer in macht te groeien. (zie Wacht! Wacht!) Zijn baas is kapitein Douwe Flinx. Biet is buitengewoon eerlijk, nauwgezet, rechtlijnig en iemand die regels en opmerkingen erg letterlijk neemt.
Hij is ook de ware erfgenaam van de koningstroon van Ankh-Meurbork, maar hij heeft besloten die niet op te eisen: hij blijft liever bij de wacht. Zijn vriendin is de weerwolf Angoea. Biet kent vrijwel iedereen in Ankh-Meurbork; hij is zelfs zo bekend in de stad dat er Biet Yzergitersen-poppetjes worden verkocht (zie Berevaar).

## Boeken met Biet Yzergitersen
- Wacht! Wacht!
- Te Wapen
- Lemen voeten
- Houzee!
- De vijfde olifant
- De Waarheid
- Nachtwacht
- Bam!